# 1630 en littérature
| Années de la littérature : 1627 - 1628 - 1629 - 1630 - 1631 - 1632 - 1633    |
| Décennies de la littérature : 1600 - 1610 - 1620 - 1630 - 1640 - 1650 - 1660 |

Cet article présente les faits marquants de l'année 1630 en littérature.

## Parutions
- François de Malherbe, Œuvres, Charles Chappelain, 1630, édition posthume.

- Nicolas Faret, L’honneste homme : ou l’art de plaire à la court, Paris, Toussainct du Bray, 1630 (présentation en ligne).

- Lucas Holstenius, Liber de vita Pythagorae : Ejusdem Sententiae ad intelligibilia ducentes. De Antro nympharum quod in Odyssea describitur, Rome, Typis Vaticanis, 1630 (présentation en ligne), traduction du grec en latin de la Vie de Pythagore par Lukas Holste.

## Décès
- 9 mai : Théodore Agrippa d'Aubigné, écrivain et poète baroque français (° 8 février 1552).